# David Quinn (hockey sur glace)
David Quinn (né le 30 juillet 1966 à Cranston, dans l'État de Rhode Island, aux États-Unis) est un joueur professionnel américain de hockey sur glace qui évoluait au poste de défenseur et qui est devenu entraîneur.

## Biographie
Quinn est repêché à la 13e position du premier tour lors du repêchage d'entrée dans la LNH 1984 par les North Stars du Minnesota. Il joue cependant  joue pendant 3 saison avec l'université de Boston de 1984 à 1987. En 1988, il effectue un essai avec l'équipe olympique américaine. C'est au cours de cet essai que les médecins lui diagnostiquent une hémophilie, maladie qui empêche le sang de coaguler. Cette maladie l'oblige à arrêter le hockey. Grâce à un traitement onéreux, il parvient à faire un retour en 1991-1992 avec l'équipe américaine en jouant un tournoi pré-olympique. Bien que non retenu pour les Jeux olympiques, il signe un contrat avec les Rangers de New York et termine la saison dans la Ligue américaine de hockey avec les Rangers de Binghamton. Il effectue ensuite une saison complète avec les Lumberjacks de Cleveland dans la Ligue internationale de hockey avant de prendre sa retraite.
Il commence ensuite une carrière d'entraîneur comme adjoint à l'université du Nord-Est. Le 22 juin 2009, Quinn est nommé entraîneur-chef des Monsters du lac Érié dans la LAH. Le 14 juin 2012, devient entraîneur adjoint de l'Avalanche du Colorado de la LNH, dont les Monsters du lac Érié sont le club école. Le 25 mars 2013, Quinn devient le 11e entraîneur-chef de l'Université de Boston en remplacement de Jack Parker. 
Nommé entraîneur-chef des Rangers de New York le 23 mai 2018, il reste trois saisons à la tête de l'équipe sans les qualifier pour les séries éliminatoires avant d'être limogé le 12 mai 2021. Il est embauché par les Sharks de San José le 26 juillet 2022. Après deux saisons à leur tête, Quinn est congédié le 24 avril 2024, par le directeur général Mike Grier.

## Statistiques

### Statistiques de joueur
| Saison    | Équipe                   | Ligue |    | Saison régulière | Saison régulière | Saison régulière | Saison régulière | Saison régulière |   | Séries éliminatoires | Séries éliminatoires | Séries éliminatoires | Séries éliminatoires | Séries éliminatoires |
| Saison    | Équipe                   | Ligue | PJ | B                | A                | Pts              | Pun              | PJ               | B | A                    | Pts                  | Pun                  |                      |                      |
| 1984-1985 | Terriers de Boston       | NCAA  | 30 | 3                | 11               | 14               | 26               | -                | - | -                    | -                    | -                    |                      |                      |
| 1985-1986 | Terriers de Boston       | NCAA  | 37 | 2                | 20               | 22               | 58               | -                | - | -                    | -                    | -                    |                      |                      |
| 1986-1987 | Terriers de Boston       | NCAA  | 27 | 1                | 11               | 12               | 34               | -                | - | -                    | -                    | -                    |                      |                      |
| 1991-1992 | Rangers de Binghamton    | LAH   | 19 | 0                | 0                | 0                | 6                | 2                | 0 | 0                    | 0                    | 0                    |                      |                      |
| 1992-1993 | Lumberjacks de Cleveland | LIH   | 60 | 8                | 13               | 21               | 102              | 3                | 0 | 0                    | 0                    | 0                    |                      |                      |

### Statistiques d'entraîneur
| Saison    | Équipe               | Ligue |    | PJ | V  | D  | Pr     | % V              |  | Séries éliminatoires |
| 2009-2010 | Monsters du lac Érié | LAH   | 80 | 34 | 37 | 9  | 42,5 % | Non qualifiés    |  |                      |
| 2010-2011 | Monsters du lac Érié | LAH   | 80 | 44 | 28 | 8  | 55,0 % | Premier tour     |  |                      |
| 2011-2012 | Monsters du lac Érié | LAH   | 76 | 37 | 29 | 10 | 48,7 % | Non qualifiés    |  |                      |
| 2013-2014 | Terriers de Boston   | NCAA  | 55 | 15 | 33 | 7  | 27,3 % | Non qualifiés    |  |                      |
| 2014-2015 | Terriers de Boston   | NCAA  | 64 | 42 | 14 | 8  | 65,6 % | Finale           |  |                      |
| 2015-2016 | Terriers de Boston   | NCAA  | 61 | 33 | 19 | 9  | 54,1 % | Demi-finale      |  |                      |
| 2016-2017 | Terriers de Boston   | NCAA  | 61 | 37 | 18 | 6  | 60,7 % | Finale régionale |  |                      |
| 2017-2018 | Terriers de Boston   | NCAA  | 64 | 34 | 22 | 8  | 53,1 % | Finale régionale |  |                      |
| 2018-2019 | Rangers de New York  | LNH   | 82 | 32 | 36 | 14 | 47,6 % | Non qualifiés    |  |                      |
| 2019-2020 | Rangers de New York  | LNH   | 69 | 37 | 28 | 4  | 56,5 % | Non qualifiés    |  |                      |
| 2020-2021 | Rangers de New York  | LNH   | 56 | 27 | 23 | 6  | 53,6 % | Non qualifiés    |  |                      |
| 2022-2023 | Sharks de San José   | LNH   | 82 | 22 | 44 | 16 | 36,6 % | Non qualifiés    |  |                      |
| 2023-2024 | Sharks de San José   | LNH   | 82 | 19 | 54 | 9  | 28,7 % | Non qualifiés    |  |                      |